# Proszowice (stacja kolejowa)
Proszowice – nieczynna stacja kolei wąskotorowej (Świętokrzyska Kolej Dojazdowa) w Proszowicach, w województwie małopolskim, w Polsce.